# Ghent Gazelles
Ghent Gazelles is een Belgisch vrouwenlacrosseteam uit Gent opgericht in 2011. Het maakt deel uit van de club Ghent Lacrosse en is bij de BLF (Belgian Lacrosse Federation) aangesloten.

## Geschiedenis
In 2011 richtten de Ghent Goblins officieel een vrouwenteam op. Eind 2011 werd de 1e editie van de Belgian Women's Lacrosse Cup georganiseerd. De 4 tot dan opgestarte vrouwenteams smolten samen tot 2 teams die het tegen elkaar op namen in de officiële Beker van België. De Gazelles speelden samen met de dames van Red Rhinos als de Rhinelles, hun tegenstander was de combinatie van Buggenhout Bees en Heist Hunters: Hunting Bees. Er werd gespeeld naar een 'best of 3'. Beide teams wonnen hun thuismatch, maar in de 3e en finale wedstrijd trokken de Rhinelles aan het langste eind.
In de lente van 2012 werd vervolgens ook de 1e editie van de Belgian Women's Lacrosse League georganiseerd. Deze keer speelden de Gazelles mee als eigen team. De grootste concurrentie kwam van hun voormalige partner Red Rhinos, maar de Gazelles slaagden er toch in als 1e Belgisch Kampioen te worden.
In de Belgian Cup 2012 namen de Red Rhinos echter revanche door de Gazelles in een zinderende wedstrijd met een nagelbijtend slot te verslaan met 9-8.
Op 20 april 2013, na amper 4 van de 6 speeldagen in de Belgian League 2013 gespeeld, waren de Gazelles al mathematisch zeker van de verlenging van hun titel. Hierdoor verzekerden ze zich een plaats in de Ken Galluccio Cup 2013 (KGC) dat in Gent werd gehouden. Op dit toernooi worden alle landskampioenen van Europa uitgenodigd.
Tijdens het najaar van 2013 haalden de Gazelles opnieuw de beker binnen. Ook in het voorjaar van 2014 slaagden ze erin om de titel te bemachtigen, waardoor ze voor een tweede keer naar de KGC (2014) konden gaan, dat ook dit jaar in Gent georganiseerd werd.
Vanaf het najaar van 2014 wordt de competitie anders geregeld. De Belgian Cup en de Belgian League worden samengesmolten tot één grote competitie die over het najaar 2014 en het voorjaar 2015 wordt verspreid. Daarna worden er Play-offs gespeeld waar men om de titel zal strijden.
In augustus van 2015 vertegenwoordigden maar liefst 11 Gazelles het nationaal team België op het EK in Nymburk, Tsjechië.
Op 28 mei 2017 heroverden de Ghent Gazelles de titel op hun rivalen de Red Rhinos. Nadat ze in de reguliere competitie al hun matchen gewonnen hadden, gingen ze als favorieten de play-offs in. De halve finale tegen Braine Bengals werd eenvoudig gewonnen met 19-5. De finale tegen de Red Rhinos was van een heel ander kaliber. Aan de rust stonden de Gazelles 6-3 voor, maar in de 2e helft kwamen de Rhinos 8-6 terug. Pas in de laatste seconde van de match gingen de Gazelles erover dankzij een goal van Deirdre Perquy.
Op het WK in Guildford, Engeland vertegenwoordigen 7 Gazelles de Belgische nationale ploeg.
Het seizoen 2017-2018 was voor de Gazelles een droomseizoen, ze domineerden het seizoen van start tot finish en eindigden het reguliere seizoen zonder puntenverlies en met een doelsaldo van +251. In de play-offs gingen ze voort op hun elan, en na een 17-5 zege tegen de Braine Bengals in de halve finales, gingen ook Red Rhinos in de finale voor de bijl na een 11-5 overwinning.
Op 17 juni 2018 werden de Ghent Gazelles toegelaten om in de Nederlandse hoofdklasse te spelen. Vanaf het seizoen 2018-2019 zullen zij als team dus niet langer in de Belgische, maar in de Nederlandse competitie aantreden. Een deel van de Gentse speelsters zal wel aansluiten bij de Buggenhout Bees in de Belgische competitie.

## Ken Galluccio Cup
De Ken Galluccio Cup (KGC) is het officiële Europese Clubkampioenschap. Ghent Gazelles nam hier al 5 keer aan deel als kampioen. Enkel in 2012, toen ze voor het eerst kampioen werden, namen ze niet deel aan de KGC, die dat jaar in Praag, Tsjechië plaatsvond. Vanaf 2013 organiseerde Ghent Lacrosse het Europees Clubkampioenschap zelf, op de velden van de Blaarmeersen. Sindsdien waren de Gazelles er altijd bij, behalve in 2016, toen Red Rhinos kampioen werden. De Gazelles haalden hun beste resultaat bij hun debuut in 2013; ze werden toen 7e op 8 teams. Vanaf 2014 waren er echter 12 deelnemende teams, hun beste prestatie vanaf dan zetten ze neer in 2018 toen ze 8e werden.

### Puntenrecords
| Plaats | Land                      | Speler              | Deelnames | Wedstrijden | Goals | Assists | Punten |
| ------ | ------------------------- | ------------------- | --------- | ----------- | ----- | ------- | ------ |
| 1      | Vlag van België           | Séraphine Aelterman | 5         | 19          | 27    | 5       | 32     |
| 2      | Vlag van België           | Deirdre Perquy      | 5         | 25          | 20    | 3       | 23     |
| 3      | Vlag van België           | Lidewij Deroo       | 5         | 25          | 10    | 2       | 12     |
| 4      | Vlag van Duitsland        | Lisa Mevenkamp      | 2         | 9           | 10    | 0       | 10     |
| 5      | Vlag van België           | Liesbeth Allein     | 3         | 14          | 6     | 1       | 7      |
| 5      | Vlag van België           | Anne Chielens       | 3         | 15          | 4     | 3       | 7      |
| 7      | Vlag van Verenigde Staten | Febe Oley           | 1         | 5           | 3     | 3       | 6      |
| 8      | Vlag van België           | Valérie Delabie     | 5         | 25          | 3     | 0       | 3      |
| 8      | Vlag van België           | Maaike Leeman       | 3         | 14          | 2     | 1       | 3      |
| 10     | Vlag van België           | Pascale D'Huyvetter | 2         | 9           | 2     | 0       | 2      |

## Resultaten
| Jaar | Belgische Competitie | Nederlandse Competitie | Belgische Beker | Ken Galluccio Cup |
| ---- | -------------------- | ---------------------- | --------------- | ----------------- |
| 2011 | -                    | -                      | 1e              | -                 |
| 2012 | 1e                   | -                      | 2e              | -                 |
| 2013 | 1e                   | -                      | 1e              | 7e                |
| 2014 | 1e                   | -                      | -               | 9e                |
| 2015 | 1e                   | -                      | -               | 10e               |
| 2016 | 2e                   | -                      | -               | -                 |
| 2017 | 1e                   | -                      | -               | 9e                |
| 2018 | 1e                   | -                      | -               | 8e                |
| 2019 | -                    | 5e                     | 1e              | -                 |
| 2020 | -                    | -                      | -               | -                 |
| 2021 | -                    | -                      | -               | -                 |
| 2022 | 1e                   | -                      | -               | 10e               |
| 2023 | 1e                   | -                      | -               | -                 |
| 2024 | 1e                   | -                      | -               | -                 |

### Wedstrijdrecords
| Plaats | Land            | Speler              | Periode(s) bij de club | Wedstrijden |
| ------ | --------------- | ------------------- | ---------------------- | ----------- |
| 1      | Vlag van België | Deirdre Perquy      | 2011 – ...             | 116         |
| 2      | Vlag van België | Lidewij Deroo       | 2011 – ...             | 105         |
| 3      | Vlag van België | Liesbeth Allein     | 2011 – 2019            | 91          |
| 4      | Vlag van België | Séraphine Aelterman | 2011 – ...             | 89          |
| 5      | Vlag van België | Lena Slock          | 2012 – ...             | 88          |
| 6      | Vlag van België | Julie D'Huyvetter   | 2012 – ...             | 83          |
| 7      | Vlag van België | Valérie Delabie     | 2011 – ...             | 80          |
| 8      | Vlag van België | Annelies Cannaert   | 2013 – ...             | 76          |
| 9      | Vlag van België | Anne Chielens       | 2014 – ...             | 73          |
| 10     | Vlag van België | Laura De Mets       | 2014 – ...             | 68          |

### Puntenrecords
| Plaats | Land            | Speler              | Periode(s) bij de club | Wedstrijden | Goals | Assists | Punten |
| ------ | --------------- | ------------------- | ---------------------- | ----------- | ----- | ------- | ------ |
| 1      | Vlag van België | Deirdre Perquy      | 2011 – ...             | 116         | 243   | 54      | 297    |
| 2      | Vlag van België | Séraphine Aelterman | 2011 – ...             | 89          | 218   | 51      | 269    |
| 3      | Vlag van België | Liesbeth Allein     | 2011 – 2019            | 88          | 188   | 55      | 243    |
| 4      | Vlag van België | Lidewij Deroo       | 2011 – ...             | 105         | 111   | 21      | 132    |
| 5      | Vlag van België | Anne Chielens       | 2014 – ...             | 73          | 71    | 32      | 103    |
| 6      | Vlag van België | Pascale D'Huyvetter | 2011 – ...             | 60          | 52    | 16      | 68     |
| 7      | Vlag van België | Lena Slock          | 2012 – ...             | 88          | 38    | 29      | 67     |
| 8      | Vlag van België | Maaike Leeman       | 2011 – 2018            | 53          | 48    | 18      | 66     |
| 9      | Vlag van België | Laura De Mets       | 2014 – ...             | 68          | 40    | 15      | 55     |
| 10     | Vlag van België | Valérie Delabie     | 2011 – ...             | 80          | 34    | 14      | 48     |

## Belgische internationals
- Deirdre Perquy (2015, 2017)
- Lidewij Deroo (2015, 2017)
- Séraphine Aelterman (2015, 2017)
- Pascale D'Huyvetter (2015, 2017)
- Julie D'Huyvetter (2015, 2017)
- Annelies Cannaert (2015, 2017)
- Liesbeth Allein (2015)
- Lena Slock (2015)
- Maaike Leeman (2015)
- Marie-Line Timmerman (2015)
- Cher Claeys (2015)
- Anne Chielens (2017)